# Giro d'Italia 1924
Il Giro d'Italia 1924, dodicesima edizione della "Corsa Rosa", si svolse in dodici tappe dal 10 maggio al 1º giugno 1924, per un percorso totale di 3613 km. Fu vinto dall'italiano Giuseppe Enrici. Su 90 partenti, arrivarono al traguardo finale 30 corridori.
Questa edizione non vide la partecipazione delle squadre, che disertarono la corsa a causa di un contenzioso sugli stipendi con gli organizzatori, e quindi dei grandi campioni. La Gazzetta dello Sport aprì allora le porte ai corridori isolati ("individuali"), che in quanto privi di appoggio dovettero essere mantenuti dalla stessa organizzazione: da Milano partirono 600 polli, 750 kg di carne, 720 uova, 300 kg di biscotti, 120 kg di cioccolata, quintali di frutta e marmellata e acqua.
Il Giro fu vinto da Giuseppe Enrici, che nonostante una infezione al piede che gli impediva di camminare riuscì a staccare di quasi un'ora Federico Gay.
Alla corsa partecipò anche l'unica donna che nella storia del Giro abbia gareggiato contro i maschi, Alfonsina Strada, che prese il via con il numero 72. Solo in due tappe arrivò ultima; nella quart'ultima finì fuori tempo massimo ma fu autorizzata a proseguire senza numero e tra gli applausi raggiunse comunque Milano.

## Tappe
| Tappa  | Data      | Percorso           | km    | Vincitore di tappa | Leader cl. generale |
| ------ | --------- | ------------------ | ----- | ------------------ | ------------------- |
| 1ª     | 10 maggio | Milano > Genova    | 300,3 | Bartolomeo Aymo    | Bartolomeo Aymo     |
| 2ª     | 12 maggio | Genova > Firenze   | 307,9 | Federico Gay       | Bartolomeo Aymo     |
| 3ª     | 14 maggio | Firenze > Roma     | 284,4 | Federico Gay       | Federico Gay        |
| 4ª     | 16 maggio | Roma > Napoli      | 249,3 | Adriano Zanaga     | Federico Gay        |
| 5ª     | 18 maggio | Potenza > Taranto  | 265,3 | Federico Gay       | Federico Gay        |
| 6ª     | 20 maggio | Taranto > Foggia   | 230,3 | Federico Gay       | Federico Gay        |
| 7ª     | 22 maggio | Foggia > L'Aquila  | 304,3 | Giuseppe Enrici    | Giuseppe Enrici     |
| 8ª     | 24 maggio | L'Aquila > Perugia | 296   | Giuseppe Enrici    | Giuseppe Enrici     |
| 9ª     | 26 maggio | Perugia > Bologna  | 280,7 | Arturo Ferrario    | Giuseppe Enrici     |
| 10ª    | 28 maggio | Bologna > Fiume    | 415   | Romolo Lazzaretti  | Giuseppe Enrici     |
| 11ª    | 30 maggio | Fiume > Verona     | 366,5 | Arturo Ferrario    | Giuseppe Enrici     |
| 12ª    | 1º giugno | Verona > Milano    | 313   | Alfredo Sivocci    | Giuseppe Enrici     |
| Totale | Totale    | Totale             | 3 613 |                    |                     |

## Dettagli delle tappe

### 1ª tappa
- 10 maggio: Milano > Genova – 300,3 km

Risultati
| Pos. | Corridore       | Squadra      | Tempo     |
| ---- | --------------- | ------------ | --------- |
| 1    | Bartolomeo Aymo | Indipendente | 11h00'23" |
| 2    | Federico Gay    | Indipendente | a 9'50"   |
| 3    | Guido Messeri   | Indipendente | a 16'50"  |

### 2ª tappa
- 12 maggio: Genova > Firenze – 307,9 km

Risultati
| Pos. | Corridore       | Squadra      | Tempo     |
| ---- | --------------- | ------------ | --------- |
| 1    | Federico Gay    | Indipendente | 11h52'36" |
| 2    | Giuseppe Enrici | Indipendente | a 1"      |
| 3    | Michele Gordini | Indipendente | a 7'13"   |

### 3ª tappa
- 14 maggio: Firenze > Roma – 284,4 km

Risultati
| Pos. | Corridore       | Squadra      | Tempo     |
| ---- | --------------- | ------------ | --------- |
| 1    | Federico Gay    | Indipendente | 10h56'06" |
| 2    | Enea Dal Fiume  | Indipendente | a 2'30"   |
| 3    | Michele Gordini | Indipendente | a 3'08"   |

### 4ª tappa
- 16 maggio: Roma > Napoli – 249,3 km

Risultati
| Pos. | Corridore            | Squadra      | Tempo    |
| ---- | -------------------- | ------------ | -------- |
| 1    | Adriano Zanaga       | Indipendente | 9h46'14" |
| 2    | Federico Gay         | Indipendente | a 4'28"  |
| 3    | Giovanni Trentarossi | Indipendente | s.t.     |

### 5ª tappa
- 18 maggio: Potenza > Taranto – 265,3 km

Risultati
| Pos. | Corridore          | Squadra      | Tempo    |
| ---- | ------------------ | ------------ | -------- |
| 1    | Federico Gay       | Indipendente | 9h47'18" |
| 2    | Secondo Martinetto | Indipendente | s.t.     |
| 3    | Giuseppe Enrici    | Indipendente | s.t.     |

### 6ª tappa
- 20 maggio: Taranto > Foggia – 230,3 km

Risultati
| Pos. | Corridore          | Squadra      | Tempo    |
| ---- | ------------------ | ------------ | -------- |
| 1    | Federico Gay       | Indipendente | 9h05'18" |
| 2    | Gianbattista Gilli | Indipendente | s.t.     |
| 3    | Giuseppe Enrici    | Indipendente | s.t.     |

### 7ª tappa
- 22 maggio: Foggia > L'Aquila – 304,3 km

Risultati
| Pos. | Corridore          | Squadra      | Tempo     |
| ---- | ------------------ | ------------ | --------- |
| 1    | Giuseppe Enrici    | Indipendente | 12h47'12" |
| 2    | Vitaliano Lugli    | Indipendente | a 3'45"   |
| 3    | Gianbattista Gilli | Indipendente | a 12'07"  |

### 8ª tappa
- 24 maggio: L'Aquila > Perugia – 296 km

Risultati
| Pos. | Corridore           | Squadra      | Tempo     |
| ---- | ------------------- | ------------ | --------- |
| 1    | Giuseppe Enrici     | Indipendente | 11h12'18" |
| 2    | Enea Dal Fiume      | Indipendente | a 1'25"   |
| 3    | Giovanni Rossignoli | Indipendente | a 20'07"  |

### 9ª tappa
- 26 maggio: Perugia > Bologna – 296 km

Risultati
| Pos. | Corridore         | Squadra      | Tempo     |
| ---- | ----------------- | ------------ | --------- |
| 1    | Arturo Ferrario   | Indipendente | 10h47'26" |
| 2    | Giuseppe Enrici   | Indipendente | a 1"      |
| 3    | Giovanni Tragella | Indipendente | a 5'58"   |

### 10ª tappa
- 28 maggio: Bologna > Fiume – 415 km

Risultati
| Pos. | Corridore         | Squadra      | Tempo     |
| ---- | ----------------- | ------------ | --------- |
| 1    | Romolo Lazzaretti | Indipendente | 17h28'12" |
| 2    | Alfredo Sivocci   | Indipendente | s.t.      |
| 3    | Arturo Ferrario   | Indipendente | s.t.      |

### 11ª tappa
- 30 maggio: Fiume > Verona – 366,5 km

Risultati
| Pos. | Corridore       | Squadra      | Tempo     |
| ---- | --------------- | ------------ | --------- |
| 1    | Arturo Ferrario | Indipendente | 18h15'54" |
| 2    | Federico Gay    | Indipendente | s.t.      |
| 3    | Giovanni Bassi  | Indipendente | s.t.      |

### 12ª tappa
- 1º giugno: Verona > Milano – 313 km

Risultati
| Pos. | Corridore       | Squadra      | Tempo     |
| ---- | --------------- | ------------ | --------- |
|      | Giovanni Bassi  | Indipendente | 12h51'21" |
|      | Federico Gay    | Indipendente | s.t.      |
| 1    | Alfredo Sivocci | Indipendente | s.t.      |

## Classifiche finali

### Classifica generale
| Pos. | Corridore           | Squadra      | Tempo      |
| ---- | ------------------- | ------------ | ---------- |
| 1    | Giuseppe Enrici     | Indipendente | 143h43'37" |
| 2    | Federico Gay        | Indipendente | a 58'21"   |
| 3    | Angiolo Gabrielli   | Indipendente | a 1h56'53" |
| 4    | Secondo Martinetto  | Indipendente | a 2h13'51" |
| 5    | Enea Dal Fiume      | Indipendente | a 2h19'00" |
| 6    | Gianbattista Gilli  | Indipendente | a 2h59'00" |
| 7    | Vitaliano Lugli     | Indipendente | a 3h28'32" |
| 8    | Giovanni Rossignoli | Indipendente | a 3h29'08" |
| 9    | Ottavio Pratesi     | Indipendente | a 4h03'00" |
| 10   | Alfredo Sivocci     | Indipendente | a 4h03'36" |